# KFNB – Austria und Moravia
Die Dampflokomotiven „AUSTRIA“ und „MORAVIA“ waren die ersten Lokomotiven der österreichischen Kaiser Ferdinands-Nordbahn (KFNB).
Sie wurden von der Lokomotivfabrik Stephenson aus Newcastle 1837 geliefert und entsprachen der „Mercury“-Type mit Achsformel 1A. Die Zylinder waren unter der Rauchkammer angeordnet und trieben die gekröpfte zweite Achse an. Der Kessel war mit Holzleisten verkleidet.
Die AUSTRIA führte den Eröffnungszug der KFNB von Floridsdorf nach Deutsch-Wagram. Beide Maschinen waren aber bald zu schwach, um den steigenden Verkehr zu bewältigen, und wurden zur Stockerauer Flügelbahn überstellt. Nach einem schweren Unfall auf der Bahn Paris–Versailles am 8. Mai 1842 wurde in Österreich die Verwendung von zweiachsigen Lokomotiven verboten. Die AUSTRIA und die MORAVIA mussten daher aus dem Verkehr gezogen werden. Die Fahrzeuge wurden 1846 abgestellt, 1849 kassiert und 1849 bzw. 1852 abgebrochen, nachdem ein Umbau in die Achsfolge 1A1 mit einer zusätzlichen Laufachse nicht zustande kam.

## Museumsobjekt, Denkmal
Ein Modell der AUSTRIA befindet sich im Technischen Museum Wien.
In Deutsch-Wagram, dem Endpunkt des Eröffnungszugs der KFNB von 1837, wurde im Jahr 1987 neben dem Aufnahmsgebäude des dortigen Bahnhofs das Denkmal 150 Jahre Eisenbahn eingeweiht. Es wurde vom Bildhauer Leopold Grausam jun. (1946–2010) – als Meister der Städtischen Steinmetzwerkstätte der Stadt Wien – aus Sandstein geschaffen und zeigt die Dampflokomotive AUSTRIA.

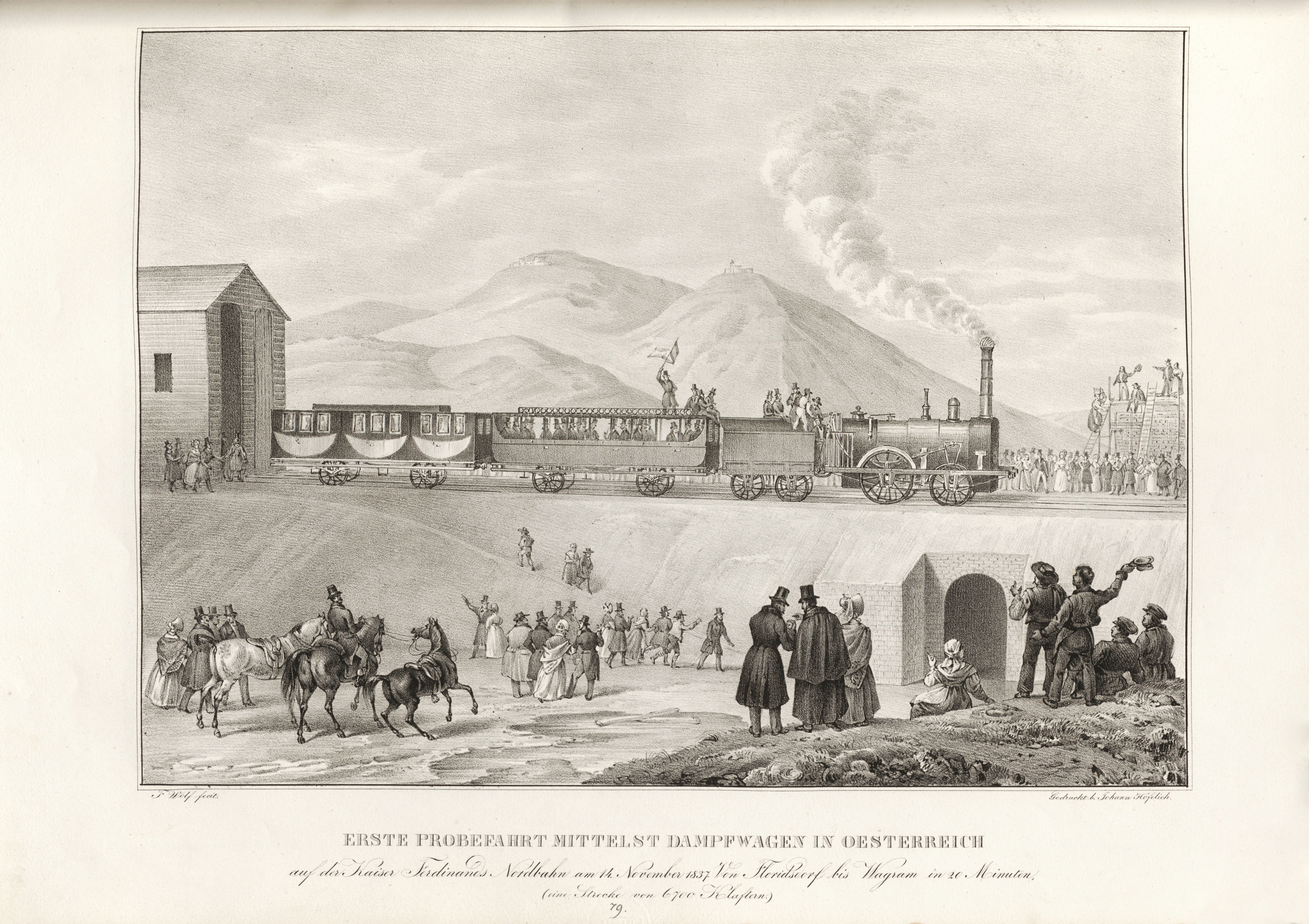
Probefahrt am 14. November 1837; Diese um 1838 entstandene Lithografie zeigt eine der ältesten Darstellungen der Lokomotiven.
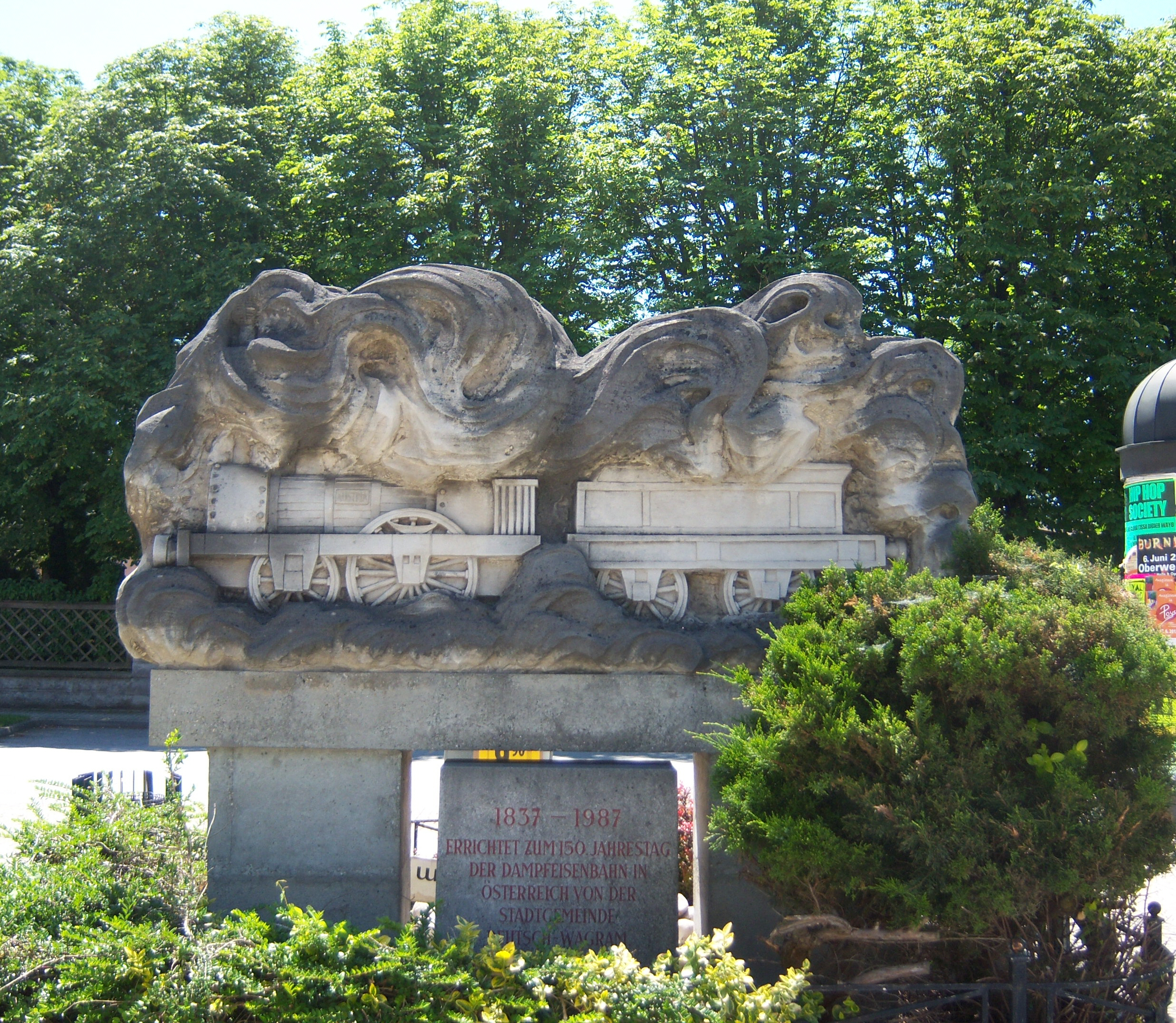
Denkmal 150 Jahre Eisenbahn in Deutsch-Wagram (1987 von Leopold Grausam jun. geschaffen)
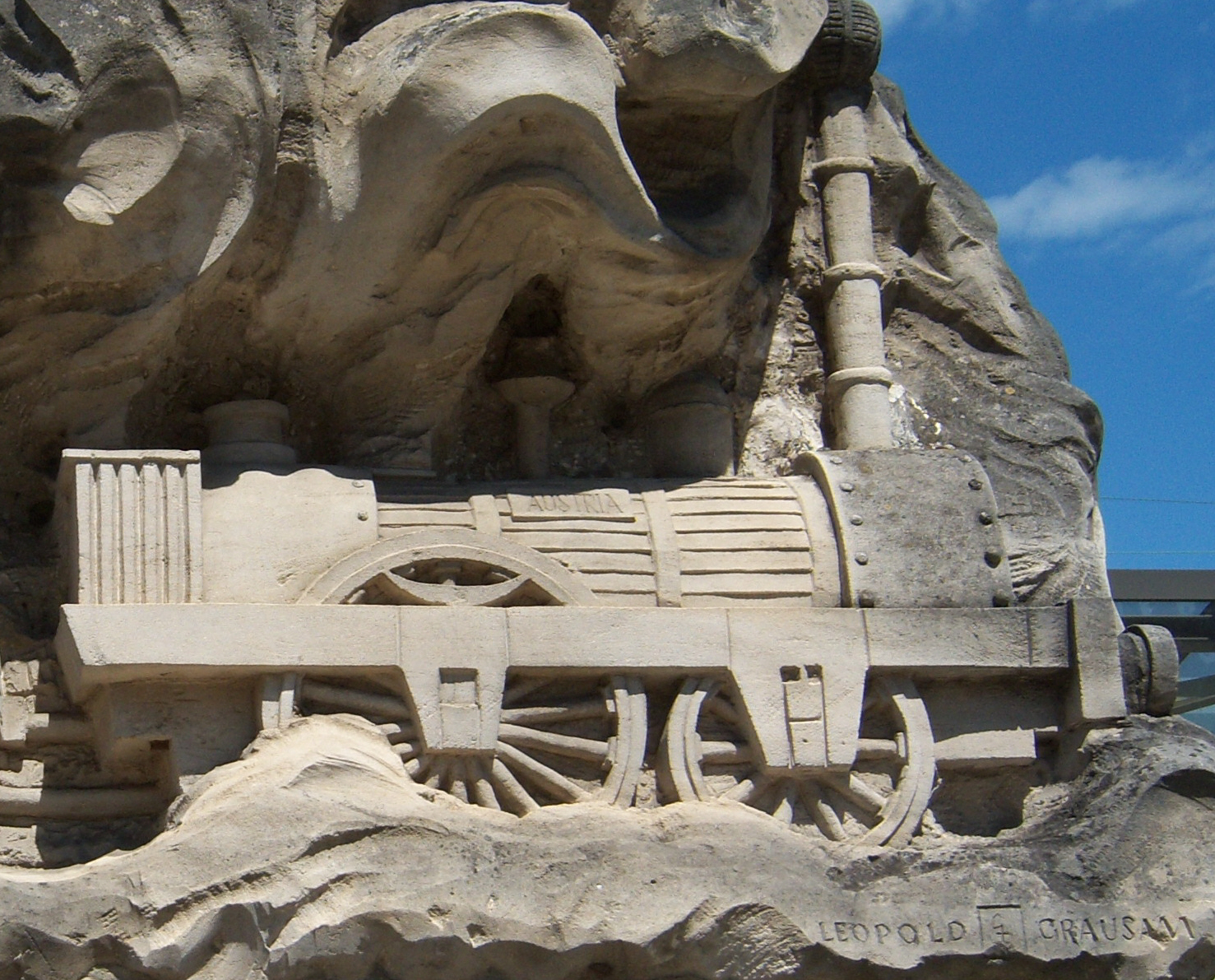
Detail beim Eisenbahn-Denkmal in Deutsch-Wagram: Die Dampflokomotive „AUSTRIA“